# Rob Barel
Robert Alexander (Rob) Barel (Amsterdam, 23 december 1957) is een Nederlandse triatleet, duatleet en mountainbiker. Zijn beste prestatie is het winnen van het wereldkampioenschap triatlon op de lange afstand. Daarnaast is hij meervoudig Europees en Nederlands kampioen op de triatlon en duatlon. Ook nam hij als triatleet eenmaal deel aan de Olympische Spelen, maar won hierbij geen medailles.

## Loopbaan

### Triatlon
Barel volgde een studie biologie. Na zijn studie brak hij internationaal door op de triatlon. Hij was oorspronkelijk zwemmer en begon met triatlon nadat hij een groep Amerikanen ontmoette die aan het trainen waren voor de Ironman Hawaï. De triatlonsport stond toen nog in zijn kinderschoenen.
Samen met Axel Koenders en Gregor Stam stond Barel begin jaren tachtig aan de basis van de introductie van de duursport in Nederland. Zijn loopbaan kenmerkte zich sindsdien als een aaneenschakeling van internationale successen, naar eigen zeggen het gevolg van een nimmer aflatende trainingsijver.

Misschien ben ik wel verslaafd aan trainen. Voor mij bestaat er geen groter genot dan dagelijks met mijn lichaam en met mijn sport in de weer te zijn.

Hij behaalde weldra goede resultaten bij internationale kampioenschappen. Hij won in 1985 het allereerste Europees kampioenschap (olympische afstand). Twee andere hoogtepunten gedurende zijn sportcarrière waren:
1. Wereldtitel triatlon op de lange afstand in Nice (1994)
2. Deelname aan de eerste olympische triatlon in Sydney 2000 waar hij 43e werd[1].

Ondanks zijn gevorderde leeftijd weigerde hij te denken aan stoppen. Dit zei hij in 1997 in NRC Handelsblad, nadat hij als tweede was geëindigd bij het Open Nederlandse kampioenschap duatlon in Venray:

Zolang het afstervingsproces op zich laat wachten, zie ik voorlopig geen enkele reden mijn grote liefde overboord te zetten

Er is een prijs naar hem vernoemd, de Rob Barel Award.

### Mountainbiken
Na zijn carrière als triatleet is Rob Barel overgestapt naar de mountainbikesport. Ook in deze sport behoort hij tot op heden tot de top van Nederland in de categorie Masters 2 (40 jaar en ouder), Barel werd in deze categorie in 2006 en 2007 Nederlands Kampioen en boekte diverse overwinningen in de nationale mountainbike-competitie.
In september 2008 verraste hij door op 50-jarige leeftijd Europees kampioen op de crosstriatlon te worden. Voor de 1,5 km zwemmen, 35 km mountainbiken en 12 km veldlopen in en bij Ameland had hij 2u37.40 nodig, waarmee hij anderhalve minuut voorsprong behield op de jongere Belg  Paul Embrechts.

## Titels
- WK triatlon op de lange afstand: 1994
- EK triatlon op de middenafstand: 1986, 1988, 1994
- EK triatlon op de olympische afstand: 1985, 1986, 1987, 1988
- NK triatlon op de olympische afstand: 1986, 1988, 1989, 1990, 1994, 1998
- NK duatlon: 1993, 1994, 1997
- NK cross triatlon: 2005, 2008, 2009
- EK cross triatlon: 2008
- NK mountainbike Masters2: 2006, 2007

## Belangrijke prestaties

### triatlon
- 1984:  NK lange afstand in Almere - 9:32.42
- 1984:  Triatlon van Veenendaal - 4:16.06
- 1984: 4e Ironman Hawaï - 9:27.11
- 1985:  EK olympische afstand in Immenstadt - 2:37.42
- 1985:  EK + NK lange afstand in Almere - 9:05.19
- 1986:  EK olympische afstand in Milton Keynes - 1:59.50
- 1986:  EK middenafstand in Brasschaat - 3:54.31
- 1986:  Triatlon van Veenendaal - 4:08.35
- 1987:  EK lange afstand in Joroinen - 8:43.49
- 1987:  EK olympische afstand in Marseille - 1:58.12
- 1987:  Triatlon van Veenendaal - 4:00.43
- 1988:  EK olympische afstand in Venetië - 1:50.23
- 1988:  EK middenafstand in Stein - 3:44.50
- 1989: 5e WK olympische afstand in Avignon - 2:01.59
- 1989:  EK olympische afstand in Cascais - 2:02.55
- 1989: 11e Ironman Hawaï - 8:41.28
- 1990: 5e WK olympische afstand in Orlando - 1:53.11
- 1990:  EK olympische afstand in Linz - 1:50.46
- 1990:  Triatlon van Veenendaal - 1:50.58
- 1990: 4e Ironman Hawaï - 8:45.48
- 1991:  EK olympische afstand in Genève - 1:54.08
- 1991: 31e Ironman Hawaï (5e H30) - 9:11.42
- 1992:  WK olympische afstand in Huntsville - 1:49.43
- 1993:  EK lange afstand in Embrun - 10:08.35
- 1994:  EK middenafstand in Novo mesto - 3:48.19
- 1994:  WK lange afstand in Nice - 5:59.47
- 1995:  NK lange afstand in Almere - 8:26.17
- 1995:  Triatlon van Veenendaal - 1:54.47
- 1995: 13e Ironman Hawaï - 8:41.17
- 1997:  WK lange afstand in Nice - 5:39.48
- 1997:  NK olympische afstand in Roermond - 1:46.00
- 1998:  NK olympische afstand in Roermond - 1:44.14
- 1998:  WK lange afstand op Sado - 5:52.32
- 1999: 39e WK olympische afstand in Montreal - 1:48.16
- 2000: 43e Olympische Spelen van Sydney - 1:55.36,69
- 2003:  NK middenafstand in Nieuwkoop - 3:56.15
- 2003: 74e Ironman Hawaï (2e H45) - 9:27.09
- 2004:  NK middenafstand in Nieuwkoop - 3:56.52
- 2005: 25e triatlon van Almere (1e H45) - 9:19.49
- 2006: 6e triatlon van Almere - 8:57.29
- 2009:  Triatlon van Veenendaal - 1:54.29
- 2017: 26e Ironman Nice (1e H60) - 9:56:01
- 2017: 274 Ironman Hawaï (1e H60) - 9:46:54 (S 58:10 B 5:05:22 R 3:36:55)

### duatlon
- 1992:  NK in Den Dungen - 1:17.00
- 1993:  NK in Venray - 2:37.52
- 1994:  NK in Venray - 2:40:05
- 1996:  EK in Mafra - 1:53.33
- 1997:  NK in Venray - 1:47.39

### mountainbike
- 2006:  NK Mountainbike Masters 2
- 2007:  NK Mountainbike Masters 2
- 2008:  NK Mountainbike Masters 2 in Oss

### crosstriatlon
- 2005:  NK Crosstriatlon
- 2006:  NK Crosstriatlon op Ameland
- 2007:  NK Crosstriatlon in Monster
- 2008:  NK Crosstriatlon
- 2008:  EK Crosstriatlon op Ameland
- 2009:  NK Crosstriatlon op Ameland
- 2012: 4e EK Crosstriatlon Den Haag
- 2016:  WK Crosstriathlon Snowy Mountains